# Сех, Ирина Игоревна
Ирина Игоревна Сех (род. 20 сентября 1970, село Вербовчик, Бродовский район, Львовская область, УССР, СССР) — украинский политический деятель, глава львовской областной организации отделения всеукраинского объединения «Свобода», депутат Львовской областной рады V и VI созыва и глава местной фракции «Свободы». Народный депутат Верховной рады Украины VII созыва, председатель комитета Верховной Рады Украины по вопросам экологической политики, природопользования и ликвидации последствий Чернобыльской катастрофы. Со 2 марта по 14 августа 2014 года — председатель Львовской областной государственной администрации (ЛОГА).

## Образование и профессиональная деятельность
С 1977 по 1987 год училась в Бродовской средней школе № 1, с 1987 по 1989 год проходила обучение в Бродовском педагогическом училище, оба учреждения окончила с отличием.
С 1990 по 1994 год училась в Тернопольском педагогическом институте по специальности «учитель начальных классов». С 2005 по 2009 год обучалась на юридическом факультете в Львовском национальном университете им. Ивана Франко по специальности «правоведение».
Работала в школах Золочева и Бродов. Основатель и директор ООО «Агентство правовой защиты», занимающегося юридическими консультациями.

## Политическая карьера
В 1998 вступила в партию «Свобода», где стала помощником народного депутата Украины Олега Тягнибока, работая в общественной приемной.
В 2002 году в результате местных выборов «Свобода» впервые получила представительство — в Бродовском районном совете, где Ирина Сех возглавила депутатскую фракцию партии.
В 2006 году Ирина была избрана депутатом Львовского областного совета V созыва, на следующих выборах в 2010 году была переизбрана на второй срок. Возглавила фракцию «Свободы» в совете (41 из 116 депутатов) вместе с комиссией по вопросам экологии, природных ресурсов и рекреации, а также ряд временных контрольных депутатских комиссий. Ирина Сех отличилась наибольшим количеством депутатских обращений и запросов, а возглавляемая ею комиссия была инициатором наибольшего количества решений сессий. Ирина Сех является автором программы профилактики и предотвращения распространения пьянства среди населения области.
После парламентских выборов 2012 года стала народным депутатом Украины от мажоритарного округа № 119, возглавила Комитет Верховной Рады Украины по вопросам экологической политики, природопользования и ликвидации последствий Чернобыльской катастрофы.

### Председатель ЛОГА
Со 2 марта 2014 года согласно указу № 212/2014 и. о. президента Украины Александра Турчинова— председатель Львовской областной государственной администрации. С момента назначения Сех совмещала должность председателя ЛОГА со статусом народного депутата (фракция Свобода), что запрещено украинской конституцией. Своё совместительство Сех объясняла тем, что её голос в Верховной Раде «сейчас чрезвычайно важен».
10 июня 2014 года Ирина Сех написала заявление об отставке с должности главы ЛОГА «в связи с окончанием полномочий и. о. президента Украины Александра Турчинова и вступлением в должность нового президента Украины». Уйти в отставку Сех планирует сразу после подписания её заявления Петром Порошенко, победившим на президентских выборах в 2014 году, после чего она планирует продолжить работу в Верховной Раде. 14 августа 2014 года президент Пётр Порошенко указом № 648/2014 уволил Ирину Сех с должности главы ЛОГА, назначив вместо неё Юрия Турянского.

### Дальнейшая политическая карьера
На парламентских выборах в октябре 2014 года участвовала в голосовании по мажоритарному округу № 119, по итогам которого заняла четвёртое место. Уступила победу представителю партии «Народный фронт», предпринимателю, сотнику Самообороны Майдана и командиру отделения первого батальона оперативного назначения Национальной Гвардии Украины имени Кульчицкого Михаилу Бондарю.

## Меценатство
В 2014 году Ирина Сех выступила главным спонсором литературного конкурса «Женщина в истории» и номинации «Женщина в борьбе за Украину».

## Семья
Муж — предприниматель Андрей Сех, есть дочь Дарина. Является сестрой украинского политика Олега Панькевича.

## Видеоматериалы
- И.Сех: Добыча сланцевого газа - это катастрофа!